# Sound of Sunforest
Sound of Sunforest est l'unique album studio du groupe Sunforest, paru fin 1969, il comprend des morceaux de styles très différents, inspirés de la musique Renaissance, ou bien teintés de folk, de jazz, ou même de funk. De grands musiciens de studio ont participé à l'enregistrement, dont Herbie Flowers (qui joue aussi la basse de Space Oddity de David Bowie, ou celle de Histoire de Melody Nelson de Serge Gainsbourg) et Big Jim Sullivan (qui a joué la guitare de Je t'aime de Gainsbourg, et dans plus de 1000 hits en Angleterre),. D'autre part, deux morceaux de cet album ont été sélectionnés par Stanley Kubrick pour la bande son du film Orange mécanique,, ce sont ces deux pistes qui sont les plus connues ; il s'agit de Overture to the sun et de Lighthouse keeper.

## Popularité
À sa sortie, l'album ne s'est pas beaucoup vendu, sans doute car il lui manquait un tube pour le propulser et aussi du fait de la diversité de style de ses titres. En Octobre 2004, une rubrique parlant de Sound of Sunforest a été publiée dans le magazine britannique Record Collector (en) spécialisé dans les albums de collection ; les exemplaires du disque original atteignent, en 2004, plus de 100€,,.
Malgré les ventes faibles, son utilisation par Stanley Kubrick a donné un caractère immortel à Sound of sunforest, et on peut noter que l'album a fait l'objet de plusieurs rééditions dans les années 2000.

## Style musical
Même si on trouve un courant progressif à travers tout l'album, ce dernier contient des morceaux de caractères très variés, et c'est aussi pourquoi il est difficile d'attribuer un style défini a Sunforest.
La piste Overture to the sun est écrite comme une pièce de la Renaissance, tandis que Lighthouse keeper est plutôt folk ou pop. Garden Rug inclut un passage de fanfare, alors que dans All in good time, on peut entendre des passages du kyrie en latin. Enfin, Magician in the mountain contraste par ses résonances funk, jazz et groove,.

## Utilisation extérieure des pistes
En 1971, la piste Overture to the sun a été utilisée par Stanley Kubrick dans le film Orange mécanique. On peut l'entendre dans la scène qui suit le traitement d'Alex, lorsqu'il est mis à l'épreuve de la violence en public. Le morceau est écrit dans le style Renaissance, et, du fait de son élégance, constitue un contrepoint intéressant à la brutalité de la scène.
Un peu plus tard dans le film, lorsque Alex rentre chez ses parents, on peut entendre Lighthouse keeper. Cette chanson, entrainante et mignonne, mais inconsistante comparée aux compositions de Beethoven qu'Alex écoute, marque le manque de gout des parents de ce dernier par rapport à la musique classique.
Toujours dans les années 1970, on peut noter que Terry a, avec l'aide de Vic Smith, composé un remix pop de Overture to the sun, sorti sous forme de single par Warner Brothers,.
En 1995, lorsque la série The Maxx a été diffusée pour la première fois sur MTV, on pouvait entendre Lighthouse keeper à plusieurs moments, mais lorsque la série a été éditée en VHS, puis en DVD, la chanson a été remplacée par une autre, pour des raisons de droits d'auteurs,,.
En 1999, le groupe Blood Axis (en) utilise Overture to the sun pour le morceau Lord of ages,.
En 2008, une version raccourcie à 50 secondes de Lighthouse keeper est utilisée par Marks & Spencer pour une publicité britannique. Cette apparition a permis de populariser le titre, comme le sous-entendent les statistiques de Shazam, une application qui permet aux utilisateurs de smartphone d'identifier une musique ; la chanson s'est en effet hissé à la 22e place des morceaux les plus identifiés entre le 25 et 31 mars 2008,.

## Éditions successives
Sound of Sunforest a connu au moins 6 rééditions depuis les années 2000, dont certaines sont non-officielles.
Lorsque l'album est sorti pour la première fois en janvier 1970, c'est-à-dire en Angleterre, il avait pour label Deram Nova, qui est un sous-label de Deram Records, lui-même sous-label de Decca Records. Il s'agissait bien sûr d'un disque microsillon (vinyle) double face. À l'époque, Decca était en mauvaise posture par rapport à la concurrence avec EMI ; le label Nova, qui a duré moins d'un an, lui permettait de publier des musiques nouvelles,.
Puis viennent les rééditions :
| Année | Label                 | Format | Pays          | Références | notes                                    |
| ----- | --------------------- | ------ | ------------- | ---------- | ---------------------------------------- |
| 2003  | Hugo-Motes Production | CD     | Royaume-Uni   | HMP CD-O15 |                                          |
| 2005  | Cheshire Cat          | Vinyle | Royaume-Uni   | CAT LP01   | Bootleg, édition limitée, remastérisé    |
| 2005  | Deram Records         | CD     | Japon         | UICY-9512  | édition limitée, remastérisée en 24 bits |
| 2008  | Phoenix Records       | CD     | Royaume-Uni   | ASHCD3025  | Bootleg, édition limitée, remastérisé    |
| 2009  | Lion Productions      | CD     | États-Unis    | ACLN1012CD | édition limitée, remastérisée            |
| 2011  | Tapestry Records      | Vinyle | Liechtenstein | TPT 265    | édition limitée, remastérisée            |

## Liste des titres
| Sound of Sunforest | Sound of Sunforest       | Sound of Sunforest | Sound of Sunforest                     | Sound of Sunforest | Sound of Sunforest | Sound of Sunforest | Sound of Sunforest | Sound of Sunforest | Sound of Sunforest |
| No                 | Titre                    | Musique            | Auteur                                 | Durée              |                    |                    |                    |                    |                    |
| ------------------ | ------------------------ | ------------------ | -------------------------------------- | ------------------ | ------------------ | ------------------ | ------------------ | ------------------ | ------------------ |
| A1.                | Overture to the sun      | Terry Tucker       | Terry Tucker                           | 1:40               |                    |                    |                    |                    |                    |
| A2.                | Where are you            | Terry Tucker       | Erika Eigen, Freya Hogue, Vic Smith    | 2:42               |                    |                    |                    |                    |                    |
| A3.                | Bonny river              | Terry Tucker       | Freya Hogue                            | 2:41               |                    |                    |                    |                    |                    |
| A4.                | Be like me               | Terry Tucker       | Terry Tucker, Freya Hogue              | 2:10               |                    |                    |                    |                    |                    |
| A5.                | Mr. Bumble               | Terry Tucker       | Terry Tucker                           | 1:49               |                    |                    |                    |                    |                    |
| A6.                | And I was blue           | Terry Tucker       | Terry Tucker, Freya Hogue              | 2:49               |                    |                    |                    |                    |                    |
| A7.                | Lighthouse keeper        | Terry Tucker       | Erika Eigen                            | 2:04               |                    |                    |                    |                    |                    |
| A8.                | Old Cluck                | Terry tucker       | Freya Hogue                            | 2:41               |                    |                    |                    |                    |                    |
| B1.                | Lady next door           | Terry Tucker       | Terry Tucker, Freya Hogue, Erika Eigen | 2:26               |                    |                    |                    |                    |                    |
| B2.                | Peppermint store         | Terry Tucker       | Freya Hogue                            | 2:00               |                    |                    |                    |                    |                    |
| B3.                | Magician in the mountain | Phil Dennys        | Vic Smith                              | 4:09               |                    |                    |                    |                    |                    |
| B4.                | Lovely day               | Terry Tucker       | Freya Hogue                            | 2:45               |                    |                    |                    |                    |                    |
| B5.                | Give me all your loving  | Terry Tucker       | Terry Tucker, Freya Hogue, Erika Eigen | 2:38               |                    |                    |                    |                    |                    |
| B6.                | Garden rug               | Terry Tucker       | Terry Tucker                           | 2:13               |                    |                    |                    |                    |                    |
| B7.                | All in good time         | Terry Tucker       | Terry Tucker, Freya Hogue              | 3:45               |                    |                    |                    |                    |                    |
| 39:47              |                          |                    |                                        |                    |                    |                    |                    |                    |                    |